# Шастозавры
Шастозавры (лат. Shastasaurus, буквально: ящер с горы Шаста) — род ихтиозавров из среднего и верхнего триаса. Кости находили в США, Канаде и Китае.

## Описание

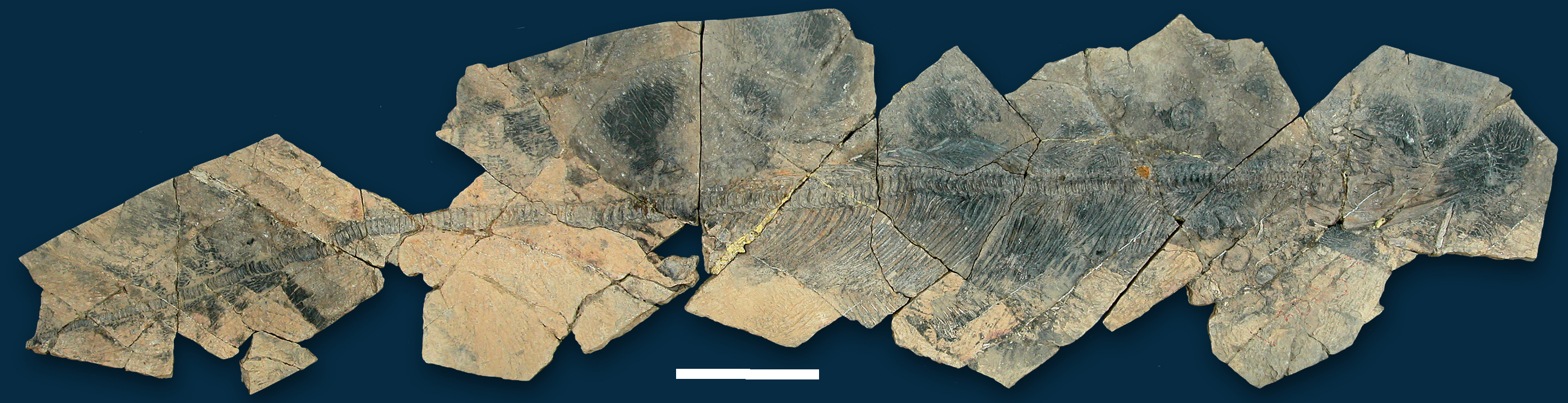
Окаменелые останки Shastasaurus liangae

Вид Shastasaurus pacificus известен по находкам в Калифорнии. Второй возможный вид, S. sikanniensis, найден в формации Пардонет в Британской Колумбии, датируемой средним норийским веком (около 210 млн лет назад). Если S. sikanniensis принадлежит Shastasaurus, то род является крупнейшим ихтиозавром и крупнейшей морской рептилией, когда-либо обнаруженной, поскольку он имеют длину до 21 метра на основе измерения неизвлеченного из горных пород образца, причем вероятная длина одного только черепа составляет 3 метра.
Шастозавры были узкоспециализированными животными, значительно отличающимися от других ихтиозавров. У S. sikanniensis было узкое удлинённое туловище. Самые крупные особи имели рёбра чуть меньше двух метров в длину, несмотря на расстояние семи метров между плавниками. Из-за необычайно короткого беззубого рыла (по сравнению с длинными зубастыми мордами многих других ихтиозавров) была выдвинута гипотеза о всасывающем питании Shastasaurus мягкотелыми головоногими моллюсками, хотя современные исследования показывают, что ихтиозавровые челюсти не подходят для всасывания пищи. Более детальное исследование ископаемых остатков близкого вида Shonisaurus popularis показало, что зубы гигантских ихтиозавров плохо сохраняются в палеонтологической летописи, но всё-таки присутствуют и хорошо развиты даже у взрослых животных, подходя для расчленения крупной добычи. Но неизвестно, справедливо ли это для шастозавров.
У S. liangae, единственного вида с несколькими хорошо сохранившимися черепами, черепная коробка составляет 8,3 % от общей длины тела (9,3 % у молодого образца). В отличие от родственных шонизавров, у ювенильного образца шастозавров полностью отсутствуют зубы. Рыло сильно сжато из-за уникального расположения костей черепа. В отличие от почти всех других рептилий, носовая кость, которая обычно образуется в средней части черепа, продолжается до самых ноздрей, и все кости черепа очень узки.
Шастозавры традиционно изображаются со спинным плавником, который имеется у более развитых ихтиозавров. Однако у других Shastasauridае, вероятно, отсутствуют спинные плавники; нет доказательств, подтверждающих наличие подобного выроста. Верхняя лопасть хвоста, скорее всего, также была значительно менее развита, чем у поздних ихтиозавров.

## Виды и синонимы

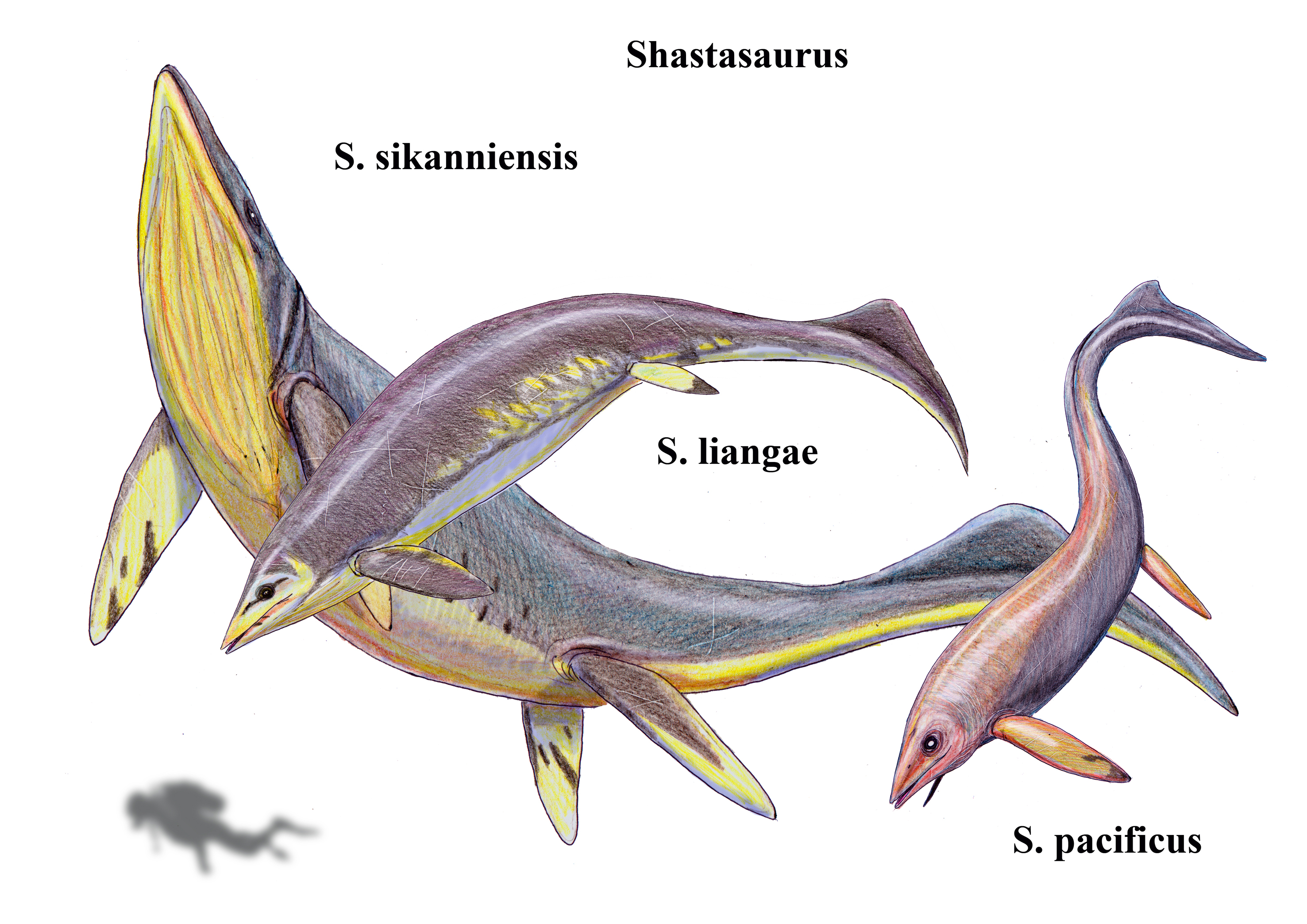
Реконструкция трёх видов

Типовой вид шастозавров — S. pacificus, из верхнего карния северной Калифорнии. Известны только фрагментарные остатки, которые привели к предположению, что ихтиозавр был относительно примитивным в пропорциях, особенно в пропорциях черепа. Несколько видов длинноносых ихтиозавров были отнесены к Shastasaurus на основе этой неправильной интерпретации, но сейчас они помещены в другие роды (в том числе Callawayia и Guizhouichthyosaurus).
Шастозавры могут включать в себя второй вид, Shastasaurus liangae. Известно несколько хороших образцов, изначально помещённых в род Guanlingsaurus. Полный череп показывает, что экземпляр имел необычайно короткое и беззубое рыло. S. pacificus, судя по всему, тоже имел короткую морду, несмотря на то, что от его черепа сохранилось немного. Самая крупная особь S. liangae (YIGMR SPCV03109) достигает 8,3 метров в длину. Ювенильный образец (YIGMR SPCV03108) имеет размер 3,74 метра.

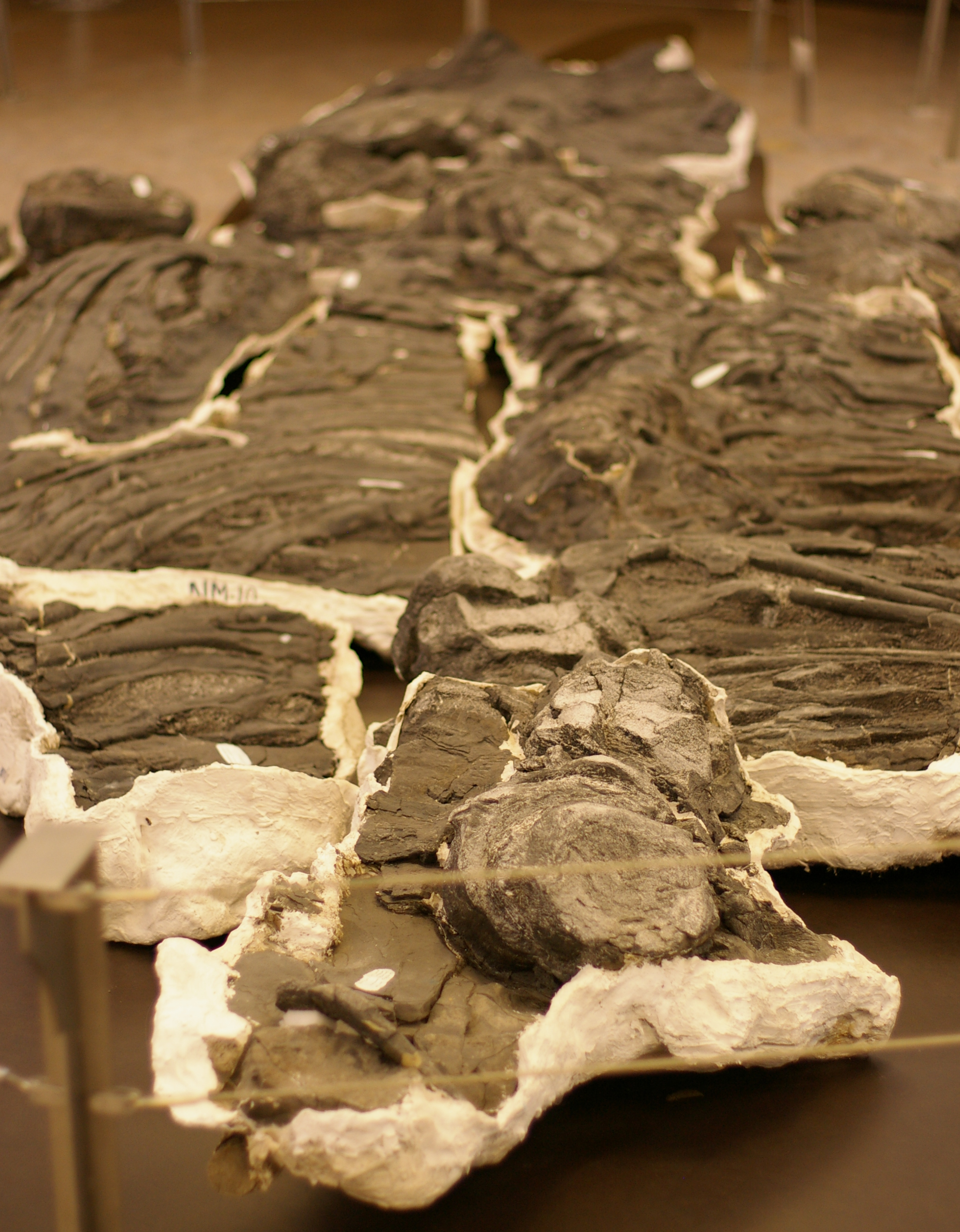
S. sikanniensis, Королевский Тиррелловский музей

S. sikanniensis первоначально был описан в 2004 году в качестве крупного вида Shonisaurus. Однако такая классификация не была основана на каком-либо филогенетическом анализе, к тому же авторы отметили сходство с Shastasaurus. Первые исследования родственных связей 2011 года поддерживают гипотезу о том, что экземпляр действительно был ближе родственен Shastasaurus, чем Shonisaurus, и был обозначен как Shastasaurus sikanniensis. Однако анализ 2013 года указывает на оригинальную классификацию, находя образец родственным Shonisaurus. Образец, принадлежащий S. sikanniensis, был обнаружен в формации Пардонет в Британской Колумбии и датируется средним норийским ярусом (около 210 млн лет назад).
В 2009 году Шан и Ли переквалифицировали вид Guizhouichthyosaurus tangae в Shastasaurus tangae. Однако второй анализ показал, что Guizhouichthyosaurus был на самом деле ближе к более продвинутым ихтиозаврам, и поэтому не может считаться видом Shastasaurus.
Сомнительные виды, которые были причислены к этому роду, включают S. carinthiacus (Huene, 1925) из австрийских Альп и S. neubigi (Sander, 1997) из немецкого мушелькалька. S. neubigi был переописан и причислен к роду Phantomosaurus.
Синонимы S./G. liangae:
- Guanlingichthyosaurus[12] liangae Wang et al., 2008 (lapsus calami)

Синонимы S. pacificus:
- Shastasaurus alexandrae Merriam, 1902[13]
- Shastasaurus osmonti Merriam, 1902[14]